# Henri de Turck
Pour les articles homonymes, voir Turck.
Henri de Turck, né en 1798 et mort après 1860, est un voyageur du Moyen-Orient et diplomate belge.

## Biographie
Fils unique du premier mariage de Joseph Henri de Turck, Procureur Impérial à Utrecht, avec Charlotte de Gamond, il perd sa mère dans sa tendre enfance.
Après avoir étudié la médecine, puis l’arabe à l’École des Langues Orientales de Paris avec le Professeur Chevalier Armand Pierre Caussin de Perceval, Henri de Turck entreprend de découvrir l’Orient. 
Au retour de son premier voyage en 1831, il exerce le métier de commerçant et se marie. Sa femme devenue folle est internée en août 1835. En septembre de la même année, il brigue en vain la place de professeur de langues orientales à l’Université de Gand. Ces événements malheureux l’incitent à repartir en Orient vers 1837, tandis qu’un voyage ultérieur vers 1840, a également été effectué. 
À la suite d'un brillant rapport sur l’exportation belge au Levant adressé au Ministre de l’Intérieur, il est nommé consul de Belgique à Beyrouth le 1er juin 1853. Il le restera plus de six ans, avant de s’installer, à la fin de l’année 1859, au Caire, où le consulat belge, dont les archives ont brulé en 1960, ne conserve aucune trace.

## Fonds d'archives
Les aventures d’Henri de Turck en Orient sont consignées sur quelque six cents pages manuscrites. Le fonds est conservé à l’Office généalogique et héraldique de Belgique, classé parmi les fonds particuliers, doté de la numérotation « 416 » et de l’appellation « de Turck » . 
La rédaction des mémoires a été réalisée d’après des notes de voyage. Un temps s’écoule cependant entre ses expériences et leur narration, mais l’auteur ne s’en tient jamais qu’à ce qui est clair dans son souvenir. L’écriture d’Henri de Turck est sans effet de style, sans recherche. De nombreuses périphrases tentent d’expliquer au mieux l’esprit de l’auteur. Comme il l’indique dans la lettre adressée à un éditeur, en guise de préface, la rédaction des mémoires semble avoir été initialement orientée en vue de lectures publiques. Le projet de publication tout au moins partiel de ses mémoires apparemment échoua. Les expériences médicales et le constat sur l'état de la médecine au Moyen-Orient à cette époque est publié. 

### Voyage en Orient
Dans un premier récit, le voyageur raconte son périple de Marseille à Beyrouth, la traversée du désert syrien, ses séjours à Bagdad et en Perse. La seconde partie de ce voyage est manquante. Le lecteur retrouve ensuite Henri de Turck sur les côtes de la Palestine et de la Syrie pour un second voyage, le suit par voie de terre en Turquie, en Serbie et en Hongrie jusqu’en Belgique. La première partie de cette deuxième relation est manquante et incluait un séjour en Égypte. 
Le récit d'Henri de Turck est précieux pour l'histoire des voyageurs occidentaux en Orient car il est un témoignage de première main précédant de plusieurs années les nombreux récits d'amateurs qui suivront. Le voyage d'un particulier en Perse demeure un fait exceptionnel à l'époque. Henri de Turck offre une longue description des exactions d'Abou Gosh en Palestine, resté un frein à l'expansion du tourisme dans la première moitié du XIXe siècle. 

### Récits croisés
Le récit de voyage d'Henri de Turck est corroboré par le récit de Johann Martin Honigberger avec qui il partagea un temps la route. Le fonds d'archive ne fait pas mention de la présence du récit autographe de Johann Martin Honigberger au côté de celui d'Henri de Turck. Les épreuves manuscrites forment la traduction française de son ouvrage Früchte aus dem Morgenland et sont datées du mois d’octobre 1850. Leur présence auprès d’un récit d’Henri de Turck peut nous inviter à penser que Honigberger était en contact avec un éditeur belge par l’entremise de son collègue et que, pour une raison inconnue, ces tractations n’ont pas abouti.

### Premier consul belge à Beyrouth, 1853-1859
Le projet d’établir une représentation diplomatique belge dans les pays du Levant ne date pas du rapport qu’adresse Henri de Turck aux autorités compétentes, mais d’une quinzaine d’années avant. Durant ce laps de temps, plusieurs candidats ont proposé leurs services à la Belgique pour ouvrir un consulat à Beyrouth, Alep ou Saint-Jean-d'Acre. La nationalité belge d'Henri et son mémoire apprécié, décident le ministre des Affaires Étrangères Henri de Brouckère à le présenter au Roi comme le meilleur candidat. Le Gouvernement belge n’est, à vrai dire, que peu sûr qu’un consulat au Levant soit une affaire rentable, dans une région totalement étrangère au commerce du pays, d’où son désir de ne pas rétribuer la charge. Le Ministre consulte la Chambre de Commerce d’Anvers qui est peu favorable à l’extension des activités belges au Levant, n’y voyant pas l’intérêt. Par contre, le gouverneur de la même province y est nettement plus favorable.